# Gudensberg
Gudensberg è un comune tedesco di 9 983 abitanti situato nel land dell'Assia.